# Joseph Martray
Joseph Martray, né le 14 mai 1914 à Lamballe et mort le 1er juin 2009 à Rennes, journaliste, militant breton, fédéraliste et européen, résistant, officier de la Légion d'honneur.

## Biographie
Rédacteur de préfecture, il se manifeste à la fin des années 1930 par son militantisme en faveur du renouveau culturel et politique de la Bretagne. Après 1945, il se pose en « ardent promoteur de l'idée de décentralisation ».

### Seconde Guerre mondiale
À partir de 1942, au titre de délégué régional adjoint à la Jeunesse et de président de l’Union folklorique de Bretagne, il devient membre du Comité consultatif de Bretagne (CCB) pour les questions culturelles mis en place par le préfet de région, Jean Quenette.
Membre du réseau de résistance « Défense de la France », Joseph Martray reçut en 1943 l'aval des responsables de son réseau pour prendre le poste de rédacteur en chef du journal finistérien  La Dépêche qui lui était proposé (il le restera jusqu'à l'interdiction de parution en 1944). Les responsables résistants veillaient à placer ou à bénéficier de gens de confiance à certains postes clés,,.
Il publie des articles sous le pseudonyme de Mauguet-Martin. Outre son poste clé à La Dépêche, il est aussi nommé rédacteur en chef de La Bretagne par le militant nationaliste breton Yann Fouéré (secrétaire général du Comité consultatif de Bretagne auprès du préfet de région) qui dirige ces deux journaux vichyssois. Fouéré déclara lui confier la rédaction en chef de ces deux médias car il militait pour l'autonomie régionale de concert avec lui.
À la Libération, Martray est arrêté en raison de son militantisme breton lorsqu'il quitte le maquis de Lamballe. Il est cependant relâché en raison de ses "états de résistance".

### Journaliste parisien
Après la Libération, il poursuit sa carrière journalistique à Paris en animant un quotidien pour les Bretons de Paris, Vent d'Ouest, puis une revue trimestrielle, Le Peuple breton, qui se présente comme l'organe du « mouvement breton tout entier » et développe des thèmes comme la modernisation, l'industrialisation, la construction de l'Europe.

### Fédéraliste breton
C'est par le mouvement fédéraliste qui se diffuse en France autour de la revue La Fédération (dont il est membre du comité directeur) qu'il va initier une nouvelle vision du développement breton. Il est rédacteur en chef du Bulletin fédéraliste, qui crée sous l'égide de ce mouvement l'UFCE (Union fédéraliste des communautés ethniques européennes), association se donnant pour but de promouvoir les minorités ethniques autour de l'idée d'un fédéralisme européen (il en est le premier secrétaire).
Militant fédéraliste et européen, il dispose d'un bureau et de moyens au siège parisien de l'association La Fédération à partir de 1949, ce qui lui permet de mettre en œuvre son projet régionaliste. Il va nouer des contacts avec les élus bretons au cours de l'année 1949. Son ambition est de redonner une virginité au régionalisme en Bretagne. Il est le fondateur du CELIB le 22 juillet 1950 (Comité d'étude et de liaison des intérêts bretons) et par ailleurs élu en 1968 délégué général du Mouvement national pour la décentralisation et la réforme régionale (MNDR). René Pleven donne une impulsion décisive à la consolidation du CELIB en ralliant à la cause régionale l'ensemble des parlementaires MRP, formation politique dominante en Bretagne à cette époque. Il lance en 1950 un mensuel, La Vie bretonne, qui n'est au départ qu'un supplément du Bulletin fédéraliste mais qui devient l'organe du CELIB. Plus tard, il cède le titre de sa revue Le Peuple breton à l'Union démocratique bretonne (UDB).
En 1957, il est membre du Haut-Comité de patronage de la Fondation culturelle bretonne.
Au début des années 1960, la priorité était au désenclavement, condition de l'épanouissement économique des productions agricoles, surtout de la Bretagne. Dès 1961, devant l'agitation des producteurs léonards (prise de la sous-préfecture de Morlaix), Alexis Gourvennec et Joseph Martray avaient obtenu du gouvernement Debré un ensemble de mesures portant sur l'électrification des lignes de chemin de fer et l'amélioration des axes routiers. Il prête en 1963 le serment d'Hennebont engageant les ouvriers forgerons et les habitants luttant contre la fermeture programmée des forges à jurer de rester unis pour sauver les forges. Il écrit dans la revue Al Liamm et est président de Bretagne prospective. Il fait partie de la rédaction d'Armor Magazine.

### Droit maritime
Il a été président de l'association d'étude des problèmes de la mer au Conseil économique et social et, à ce titre, membre de la Délégation française à la IIIe Conférence des Nations unies sur le droit de la mer, qui a abouti à la convention de Montego Bay.
Il a été chargé d'enseignement de droit maritime à l'université de Nantes.
Vice-président du comité économique et social de Bretagne de 1974 à 1981, il est également vice-président de l'Institut français de la mer à partir de 1980.

## Hommages

### Distinctions
- Officier de la Légion d'honneur (Raymond Marcellin, est délégué pour la remise d'insigne en 1968)
- Commandeur de l'ordre national du Mérite, suivant décret du 14 novembre 1996 portant promotion et nomination
  -  Officier de l'ordre national du Mérite, le 7 septembre 1973

En 1990, il est distingué de l'ordre de l'Hermine.

### Odonymes
En 2015, une portion de l'avenue du Languedoc, dans le sud de Villejean (quartier de Rennes), est renommée « rue Joseph-Martray ».

## Publications
Il est l'auteur de nombreux articles et ouvrages en rapport avec la Bretagne, dont plusieurs sont écrits en commun avec Jean Ollivro.
- Le problème breton et la réforme de la France, 1947, Éditions de Bretagne
- Euskadi : le peuple basque en lutte pour ses libertés, 1948, Robert Wolney
- La région, pour un État moderne, 1970, France-Empire
- La protection et l'exploitation des océans et des fonds sous-marins, 1974, Conseil économique et social
- L'avenir des pêches maritimes françaises, 1976, Conseil économique et social
- À qui appartient l'océan ? : vers un nouveau régime des espaces et des fonds marins, Ed. Maritimes & d'Outre-Mer, 1977
- Vingt ans qui transformèrent la Bretagne : l'épopée du CELIB, France Empire, 1983
- La Bretagne dans la Révolution française : une passion déçue, France-Empire, 1985
- La destruction de la marine française par la Révolution, France-Empire, 1988
- Nous qui sommes d'Atlantique, Terre de brume, 1991
- La Bretagne au cœur du monde nouveau, les Portes du large, 2001. (avec la coll. de Jean Ollivro)
- La Bretagne réunifiée, une véritable région européenne ouverte sur le monde, les Portes du large, 2001. (avec la coll. de Jean Ollivro)
- Le tournant : la mondialisation : une chance pour la Bretagne, Spézet, Coop Breizh, 2002
- La mondialisation et l'Europe, observatoire français des conjonctures économiques, Presses de Sciences Po, 2002